# نادي إلفرسبيرغ
نادي إلفرسبيرغ 07 الرياضي (بالألمانية: Sportvereinigung 07 Elversberg) هو ناد كرة قدم ألماني من مدينة شبيزن إلفيرسبيرغ. تأسس عام 1907 ويلعب حالياً في الدوري الألماني الدرجة الثانية.

## وصلات خارجية
- الموقع الرسمي